# Wing (Dakota del Nord)
Wing è un centro abitato (city) degli Stati Uniti d'America, situato nella Contea di Burleigh nello Stato del Dakota del Nord. Nel censimento del 2000 la popolazione era di 124 abitanti. La città è stata fondata nel 1911. Appartiene all'area metropolitana di Bismarck-Mandan.

## Geografia fisica
Secondo i rilevamenti dell'United States Census Bureau, la località di Wing si estende su una superficie di 1,50 km², tutti occupati da terre.

## Popolazione
Secondo il censimento del 2000, a Wing vivevano 124 persone, ed erano presenti 32 gruppi familiari. La densità di popolazione era di 81 ab./km². Nel territorio comunale si trovavano 89 unità edificate. Per quanto riguarda la composizione etnica degli abitanti, il 99,19% era bianco e lo 0,81% apparteneva a due o più razze.
Per quanto riguarda la suddivisione della popolazione in fasce d'età, il 13,7% era al di sotto dei 18, il 4,0% fra i 18 e i 24, il 16,9% fra i 25 e i 44, il 32,3% fra i 45 e i 64, mentre infine il 33,1% era al di sopra dei 65 anni di età. L'età media della popolazione era di 53 anni. Per ogni 100 donne residenti vivevano 90,8 maschi.